# Pianosonate nr. 5 (Mozart)
Pianosonate nr. 5 in G majeur, KV 283, is een pianosonate van Wolfgang Amadeus Mozart. Hij schreef het stuk, dat circa 14 minuten duurt, in 1774.

## Onderdelen
De sonate bestaat uit drie delen:
- I Allegro
- II Andante
- III Presto

### Allegro
Dit is het eerste deel van de sonate. Het stuk staat in G majeur en heeft een 3/4-maat.

### Andante
Dit is het tweede deel van de sonate. Het stuk heeft een 4/4-maat en staat in C majeur. Het eindigt in een slot dat veel wisselingen tussen piano en forte bevat om uiteindelijk piano te eindigen.

### Presto
Dit is het derde een laatste deel van de sonate. Het stuk staat in G majeur en heeft een 3/8-maat. Het eindigt in een coda van vier maten. Hierin worden slechts twee arpeggio akkoorden gespeeld.